# Coro Estatal Benemérito del Ejército Popular de Corea
El Coro Estatal Benemérito del Ejército Popular de Corea (조선인민군공훈국가합창단 en coreano) es la principal unidad de interpretación musical del Ejército Popular de Corea, con sede en la capital de Corea del Norte, Pyongyang. Como el segundo coro militar y conjunto instrumental más antiguo (después del Conjunto de Canción y Danza del Ejército Popular de Corea), sirve como uno de los conjuntos musicales más destacados dentro de todo el EPC propiamente dicho y ha sido aclamado como una institución modelo. Existe desde febrero de 1947.